# Los Singles
Los Singles fue el primer álbum póstumo y primer recopilatorio del grupo madrileño de post-punk Parálisis Permanente, lanzado en 1984 bajo el sello Tres Cipreses. Incluye todos los singles lanzados por la banda, dos años después de la trágica muerte de Eduardo Benavente. Alguna de las versiones aquí recogidas son diferentes a las grabaciones anteriores.

## Listado de canciones
| N.º | Título                                                          | Duración |  |
| 1.  | «Autosuficiencia (Benavente - I. Canut)»                        |          |  |
| 2.  | «Quiero Ser Santa (Curra - Benavente - I. Canut - Olvido Gara)» |          |  |
| 3.  | «Unidos (I. Canut)»                                             |          |  |
| 4.  | «Yo No (Benavente - I. Canut)»                                  |          |  |
| 5.  | «Sangre (Curra - Benavente)»                                    |          |  |
| 6.  | «El Acto (Curra - Benavente)»                                   |          |  |
| 7.  | «Adictos a la Lujuria (Curra - Benavente)»                      |          |  |
| 8.  | «Un Día En Texas (Benavente - I. Canut)»                        |          |  |
| 9.  | «Tengo Un Pasajero (Benavente)»                                 |          |  |
| 10. | «Nacidos Para Dominar (Curra - Benavente)»                      |          |  |

## Miembros
- Eduardo Benavente - voz, guitarra y percusión
- Ana Isabel Fernández (Ana Curra) - teclados y coros
- Rafa Balmaseda - bajo y coros
- Toti Árboles - batería